# Saint-Avit (Puy-de-Dôme)
Saint-Avit ist eine französische Gemeinde mit 205 Einwohnern (Stand 1. Januar 2022) im Département Puy-de-Dôme in der Region Auvergne-Rhône-Alpes (vor 2016 Auvergne). Die Gemeinde gehört zum Arrondissement Riom (bis 2017 Clermont-Ferrand) und zum Kanton Saint-Ours (bis 2015 Pontaumur).

## Lage
Saint-Avit liegt etwa 45 Kilometer westnordwestlich von Clermont-Ferrand in der alten Kulturlandschaft der Combrailles. Das nördliche Gemeindegebiet wird vom Fluss Saunade durchquert im Süden verläuft der Tyx, der auch den See Étang de Tyx bildet. Das Gebiet um den See ist als Ökotop des Typs 1 (französisch ZNIEFF, zone naturelle d'interêt écologique, faunistique et floristique) ausgewiesen.
Umgeben wird Saint-Avit von den Nachbargemeinden Mérinchal im Norden und Westen, Condat-en-Combraille im Süden und Osten sowie La Celle im Südwesten.

## Bevölkerungsentwicklung
| Jahr                       | 1962 | 1968 | 1975 | 1982 | 1990 | 1999 | 2006 | 2013 |
| Einwohner                  | 434  | 442  | 339  | 324  | 292  | 269  | 262  | 251  |
| Quellen: Cassini und INSEE |      |      |      |      |      |      |      |      |

## Sehenswürdigkeiten

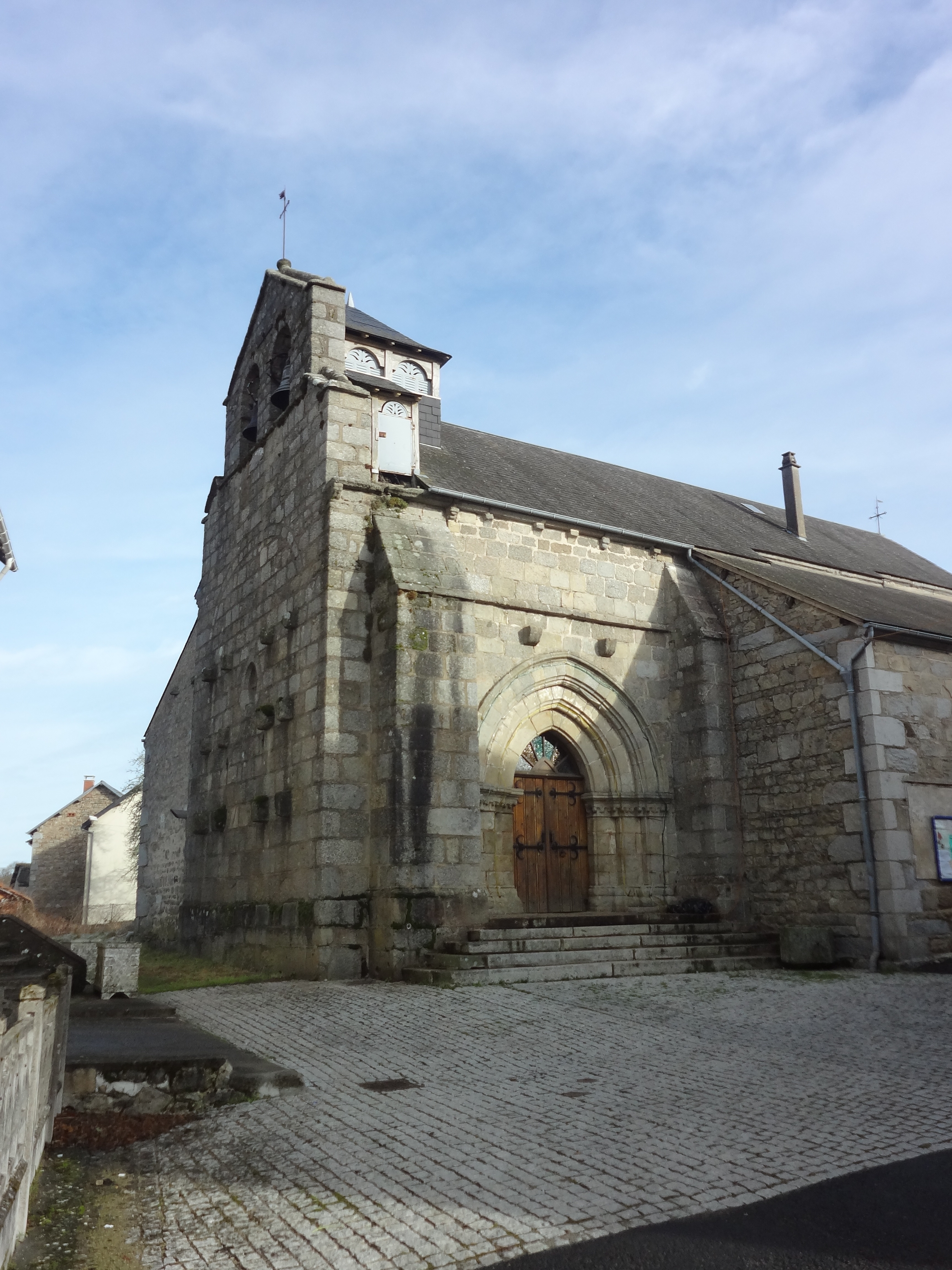
Kirche Saint-Avit

- Kirche Saint-Avit

## Persönlichkeiten
- Georges Conchon (1925–1990), Schriftsteller